# Strażnica WOP Kodeń
Strażnica Wojsk Ochrony Pogranicza Kodeń – zlikwidowany podstawowy pododdział Wojsk Ochrony Pogranicza pełniący służbę graniczną na granicy polsko-radzieckiej.

## Formowanie i zmiany organizacyjne
Strażnica została sformowana w 1945 w strukturze 30 komendy odcinka jako 141 strażnica WOP (Kodeń) o stanie 56 żołnierzy. Kierownictwo strażnicy stanowili: komendant strażnicy, zastępca komendanta do spraw polityczno-wychowawczych i zastępca do spraw zwiadu. Strażnica składała się z dwóch drużyn strzeleckich, drużyny fizylierów, drużyny łączności i gospodarczej. Etat przewidywał także instruktora do tresury psów służbowych oraz instruktora sanitarnego.
26 grudnia 1945 141 strażnica WOP Kodeń przystąpiła do ochrony wyznaczonego odcinka granicy państwowej.
W związku z reorganizacją oddziałów WOP, 24 kwietnia 1948 141 strażnica OP Kodeń (w skali kraju) została włączona w struktury 21 batalionu OP w Terespolu, a 1 stycznia 1951 231 batalionu WOP w  Terespolu.
W 1952 była jako 141 strażnica WOP Kodeń (w skali kraju), w strukturach 231 batalionu WOP w Terespolu
15 marca 1954 wprowadzono nową numerację strażnic, a strażnica WOP Kodeń IV kategorii otrzymała nr 135 w skali kraju i była w strukturach 231 batalionu WOP w Terespolu.
Reorganizacja, jaką przechodziły Wojska Ochrony Pogranicza w czerwcu 1956, doprowadziły do likwidacji 23 Brygady i podległych jej pododdziałów.

## Strażnice sąsiednie
- 140 strażnica WOP Terespol ⇔ 142 strażnica WOP Dołhobrody – 1946
- 140 strażnica OP Terespol ⇔ 142 strażnica OP Dołhobrody – 24.04.1948
- 140 strażnica WOP Terespol ⇔ 141a strażnica WOP Jabłeczna – 1952
- 134 strażnica WOP Terespol ⇔ 136 strażnica WOP Jabłeczna – 15.03.1954.

## Dowódcy strażnicy
- por. Zbigniew Flinta (był w 1946)[10]
- por. Marceli Drozd (1947–1948).